# Куряны (Польша)
Куря́ны (пол. Kuriany) — деревня в Белостокском повете Подляского воеводства Польши. Входит в состав гмины Заблудув. По данным переписи 2011 года, в деревне проживало 542 человека.

## География
Деревня расположена на северо-востоке Польши, на расстоянии приблизительно 10 километров (по прямой) к юго-востоку от города Белостока, административного центра повета. Абсолютная высота — 153 метра над уровнем моря. Через Куряны проходит скоростная автомагистраль S19.

## История
В конце XVIII века Куряны входили в состав Гродненского повета Трокского воеводства Великого княжества Литовского.

Согласно переписи 1921 года, в деревне проживало 397 человек (188 мужчин и 209 женщин) в 68 домах. Большинство жителей были католиками (315 человек), остальные — православные. В период с 1975 по 1998 годы деревня являлась частью Белостокского воеводства.